# Выборы в Беларуси
В Республике Беларусь на национальном уровне избирается глава государства — президент, и законодательный орган власти. Президент избирается на пятилетний срок гражданами Республики Беларусь. Национальное собрание (бел. Нацыянальны сход) состоит из двух палат — Палата представителей (бел. Палата прадстаўнікоў), состоящей из 110 депутатов, избираемых в одномандатных избирательных округах, избираемых на четырёхлетний срок и Совета Республики (бел. Савет рэспублікі), состоящего из 64 членов: 56 членов, избираемых на непрямых выборах областными Советами депутатов, и 8 членов, назначаемых президентом.
Беларусь — президентская республика. Оппозиционные партии допускаются на выборы, но, как считается, не имеют реальных шансов на получение какой-либо власти. В докладе Проекта по честности избирателей, посвящённом всеобщим выборам на 2015 год и выпущенном в феврале 2016 года, Беларусь оценена, как «не отвечающее международным стандартам избирательной целостности».

## Президентские выборы
Первые выборы президента Беларуси состоялись 23 июня (первый тур) и 10 июля 1994 года (второй тур), тогда же и была введена первая поправка к конституции, допускающая к участию в выборах кандидатов от 35 лет (ранее 40). В них участвовали 6 кандидатов. В первом туре тройка лидеров набрала: Александр Лукашенко — 44,82 %, Вячеслав Кебич — 17,32 %, Зенон Позняк — 12,82 %. Во втором туре с результатом около 80 % победил Александр Лукашенко.
24 ноября 1996 в Беларуси был проведён референдум, на который были вынесены поправки, расширяющие полномочия исполнительной власти и президента, и некоторые другие вопросы. За принятие поправок высказалось большинство избирателей. Данный референдум и все последующие выборы президента Республики Беларусь не признаны международным сообществом демократичными и соответствующими правилам.
В соответствии с Конституцией 1994 года в первоначальной редакции, срок полномочий президента Лукашенко заканчивался 20 июля 1999 года. Бывшие депутаты приняли решение о проведении выборов президента Республики Беларусь. 16 мая 1999 года состоялись президентские выборы. Никто из кандидатов не набрал более 50 % голосов избирателей, но лидировал Позняк. В итоге выборы не были признаны. После них власти организовали исчезновения оппозиционных политиков.
21 июля 1999 депутаты Верховного Совета 13 созыва, верные первоначальной редакции Конституции 1994 года, назначили Семёна Шарецкого и. о. президента Беларуси. Западным сообществом Шарецкий был признан законным главой Беларуси.
9 сентября 2001 состоялись выборы президента, проведённые ЦИК под руководством Лидии Ермошиной. Победителем в них стал Александр Лукашенко, набрав 75,62 % голосов. До и после выборов в стране проходили акции протеста.
17 октября 2004 был проведён референдум о внесении поправок в конституцию, снимающих ограничение на количество президентских сроков. 77,3 % избирателей поддержало эти изменения. Изменения в закон «О президенте Республики Беларусь», исключающие ограничения в два срока, были одобрены Советом Республики только 5 октября 2006. Таким образом, на момент проведения президентских выборов 2006 года в Беларуси действовала конституция, не содержащая ограничений на количество президентских сроков, и закон о президенте, статья 81 которого гласила: Срок полномочий президента — пять лет. Одно и то же лицо может быть президентом не более двух сроков. Однако, согласно статье 137 Конституции, в случае противоречий, она имеет приоритет перед законами, указами и т. д. После референдума и парламентских выборов в Минске прошёл пятидневный протест.
19 марта 2006 состоялись очередные выборы президента Республики Беларусь. Победу на них одержал Александр Лукашенко, набрав 83 %. После этих выборов началась акция протеста, получившая известность как Джинсовая или Васильковая революция.
19 декабря 2010 состоялись очередные выборы президента Республики Беларусь. Победу на них в очередной раз одержал Александр Лукашенко, 72,2 %. В то же время, ряд представителей оппозиции, международных наблюдателей считают, что выборы были сфальсифицированы. После них в Минске состоялась несанкционированная акция протеста, которая была жестоко разогнана милицией и частями внутренних войск.
11 октября 2015 состоялись очередные выборы президента Республики Беларусь. Победу на них в очередной раз одержал Александр Лукашенко, 83,5 %. Выборы были признаны ЕС. В связи с отсутствием послевыборных массовых манифестаций были приостановлены санкции ЕС, введённые после выборов 2010 года.
9 августа 2020 состоялись шестые очередные выборы президента Республики Беларусь. Уже предвыборный этап сопровождался акциями протеста в связи с арестом оппозиционных кандидатов в президенты и снятием их кандидатур с президентских выборов. Многотысячные митинги по всей стране начались и после завершения голосования вечером 9 августа.

## Парламентские выборы
Состав Палаты представителей — нижней палаты — 110 депутатов (представителей). Избрание депутатов осуществляется на основе всеобщего, свободного, равного, прямого избирательного права при тайном голосовании. Палата представителей избирается полностью по мажоритарной системе (избранными считаются кандидаты, получившие простое большинство голосов избирателей по избирательному округу, где они баллотируются).
Первый срок полномочий Палаты представителей Республики Беларусь продолжался в 1996—2000 годы, второй 2000—2004 год, третий 2004—2008, четвёртый 2008—2012, пятый 2012—2016, шестой 2016—2019 и ныне действующий 2019—2023 годы.
Выборы в Палату представителей Национального собрания имели место 6 раз — в 2000, 2004, 2008, 2012, 2016 и 2019 годах. Состав Палаты первого созыва не избирался народом, а был сформирован из поддерживающих Александра Лукашенко депутатов распущенного Верховного Совета XIII созыва.
Выборы нового состава Палаты назначаются не позднее четырёх месяцев и проводятся не позднее 30 дней до окончания полномочий палаты действующего созыва. Внеочередные выборы Палаты проводятся в течение трех месяцев со дня досрочного прекращения её полномочий.
Палата представителей Национального собрания Республики Беларусь состоит из 110 депутатов, которые избираются по одномандатным избирательным округам по мажоритарной избирательной системе в один тур, чтобы считаться избранным кандидату достаточно получить простое большинство голосов избирателей.
Первые парламентские выборы в истории Республики Беларусь прошли в 1995 году. В 1996 году был проведён общенациональный референдум. По его итогам Верховный Совет (бывший парламент) был заменен Национальным собранием, в котором только одна палата избирается народом. Во время парламентских выборов 2000 года в неё вошло только 2 кандидата от оппозиции, которые тут же покинули ряды своих партий. В ходе следующих парламентских выборов 2004 года оппозиция вообще не попала в парламент и организовала массовые акции протеста, в результате которых был отпущен один из лидеров молодёжного движения «Зубр», задержанный ранее. По итогам парламентских выборов 2008 года оппозиция опять не попала в парламент и вновь организовала акции протеста. В результате следующих выборов оппозиция в очередной раз не попала в парламент, и только в сентябре 2016 года представители ОГП Анна Канопацкая и ТБМ Елена Анисим сумели получить депутатский мандат.
С 1996 года ЕС, ОБСЕ и США не признали демократичной ни одной избирательной кампании в Республике Беларусь, наблюдатели от СНГ наоборот признают все результаты народного волеизъявления жителей Беларуси демократическими. Перед выборами власти часто осуществляли давление на граждан и независимую прессу.